# تپه وایسوار
تپه وایسوار مربوط به سده‌های ۵ تا ۹ ه.ق است و در شهرستان ساوجبلاغ، بخش مرکزی، دهستان هیو، روستای هیو واقع شده و این اثر در تاریخ ۲۷ آبان ۱۳۸۶ با شمارهٔ ثبت ۲۰۲۴۹ به‌عنوان یکی از آثار ملی ایران به ثبت رسیده است.